# Hartmut Hentschel
Hartmut Hentschel (* 9. Juni 1942 in Hermsdorf (Kynast), heute Sobieszów, Schlesien) ist ein deutscher Zoologe und Biologe.

## Biographie
Nach Abschluss eines Schulmusik- und Kirchenmusik-Studiums (Staatsexamen und Kirchenmusiker-B-Prüfung) studierte Hentschel Zoologie, Botanik und Parasitologie in Hannover. Er promovierte an der Technischen Universität (TU) Hannover 1973 mit einer vergleichend-histochemischen Arbeit an der Niere von Fischen (Stichlingen). Er war von 1968 bis 1982 wissenschaftlicher Mitarbeiter im Zoologischen Institut der Tierärztlichen Hochschule (TiHo) Hannover, seit 1982 an der Medizinischen Hochschule Hannover (MHH). Er habilitierte sich 1986 (Venia Legendi für Medizinische Biologie und Vergleichende Physiologie). Seine Lehrtätigkeit an der TU und der TiHo umfasste Veranstaltungen der Speziellen Zoologie, der Entomologie und der Ökologie, an der MHH Allgemeine Zoologie, Medizinische Parasitologie und Vergleichende Physiologie. Von 1996 bis 2007 war er Leiter des Zentralen Labors für Funktionelle Morphologie am Max-Planck-Institut für molekulare Physiologie in Dortmund. Neben Lehrverpflichtungen an der Heinrich-Heine-Universität Düsseldorf und der Universität Dortmund (Allgemeine und Spezielle Zoologie, Funktionelle Morphologie) hatte er im Sommersemester 1990 eine Vertretungsprofessur (Fachgebiet Ichthyologie) im Zoologischen Institut der Universität Heidelberg inne. Die Heinrich-Heine-Universität ernannte 2001 Hentschel zum apl. Professor.

## Forschungen
Die Entdeckung und histologische Beschreibung der Neubildung von Nierenkanälchen in bestehenden Nieren (Neonephrogenese) in der Dissertation 1973 konnte in Zusammenarbeit mit der Zoologin und Biologin Marlies Elger bei Knorpelfischen (Rochen) am Mount Desert Island Biological Laboratory (MDIBL) in Maine, USA, und im MPI Dortmund experimentell bestätigt werden. Die Aufklärung des komplizierten Gegenstromsystems im Rahmen von 3D-Rekonstruktionen und Feinstrukturuntersuchungen war die Grundlage für die Zusammenarbeit mit Forschergruppen im MPI Dortmund und bei regelmäßigen Forschungsaufenthalten am MDIBL.

## Veröffentlichungen (Auswahl)
- T. Althoff u. a.: Na+-d-glucose cotransporter in the kidney of in Leucoraja erinacea: molecular identification and intrarenal distribution. 2007. doi:10.1152/ajpregu.00454.2006
- M. Elger u. a.: Nephrogenesis is induced by partial nephrectomy in the elasmobranch Leucoraja erinacea. In: Journal of the Am SocNephrol. 14(6), 2003, S. 1506–1518. doi:10.1097/01.ASN.0000067645.49562.09
- H. Hentschel u. a.: Localization of Mg2+-sensing shark kidney calcium receptorSKCaR in kidney of spiny dogfish, Squalus acanthias. AmJPhysiolRenalPhysiol. 285(3), 2003, S. F430–F9.
- M. Elger u. a.: Urinary Tract, Microscopic Functional Anatomy. In: Gary Kent Ostrander (Hrsg.): The Handbook of Experimental Animals. The Laboratory Fish. Academic Press, ISBN 0-12-529650-9, Chapter 24, 2000, S. 85–413. doi:10.1006/bklf.2000
- H. Hentschel u. a.: The central vessel of the renal countercurrent bundlesof two marine elsmobranchs -dogfish(Scyliorhinus caniculus) and skate (Raja erinacea)- as revealed by light and electron microscopy with computer-assisted reconstruction. In: AnatEmbryol. 198(1), 1998, S. 73–89.
- H. Hentschel, M. Elger: The vertebrate kidney: a comparative approach. In: Verhandlungen der Deutschen Zoologischen Gesellschaft. 85.2, 1992, S. 297–314.
- H. Hentschel: Developing nephrons in adolescent dogfisch, Scyliorhinus caniculus (L.). In: Am J Anat. 190(4), 1991, S. 309–333.
- H. Hentschel: Renal blood vascular system in the elasmobranch, Raja erinacea Mitchell in relation to kidney zones. In: Am J Anat. 183, 1988, S. 130–147.
- H. Hentschel, M. Elger: The Distal Nephron in the Kidney of Fishes. Springer Verlag, Heidelberg 1987, ISBN 3-540-18126-1.
- H. Hentschel: Renal architecture of the dogfish, Scyliorhinus caniculus (L.)(Chondrichthyes, Elasmobranchii). In: Zoomorphology. 107, 1987, S. 115–125.
- Eine umfangreiche Übersicht über die Publikationen findet sich unter https://www.researchgate.net/scientific-contributions/39771268_Hartmut_Hentschel

| Personendaten    | Personendaten                                  |
| ---------------- | ---------------------------------------------- |
| NAME             | Hentschel, Hartmut                             |
| KURZBESCHREIBUNG | deutscher Zoologe und Biologe                  |
| GEBURTSDATUM     | 9. Juni 1942                                   |
| GEBURTSORT       | Hermsdorf (Kynast), heute Sobieszów, Schlesien |